# Henri Bergson
Henri-Louis Bergson, francoski filozof, * 18. oktober 1859, Pariz, Francija, † 4. januar 1941.
Bergson je leta 1927 prejel Nobelovo nagrado za književnost. Eno njegovih ključnih del je »Esej o smehu«.